# Chapelle de Laussac
La chapelle Saint-Michel de Laussac est une chapelle située à Thérondels, en France.

## Description
Elle est dédiée à Saint Michel.
Elle est de style roman.
Elle contient des reliques de saint Gausbert.

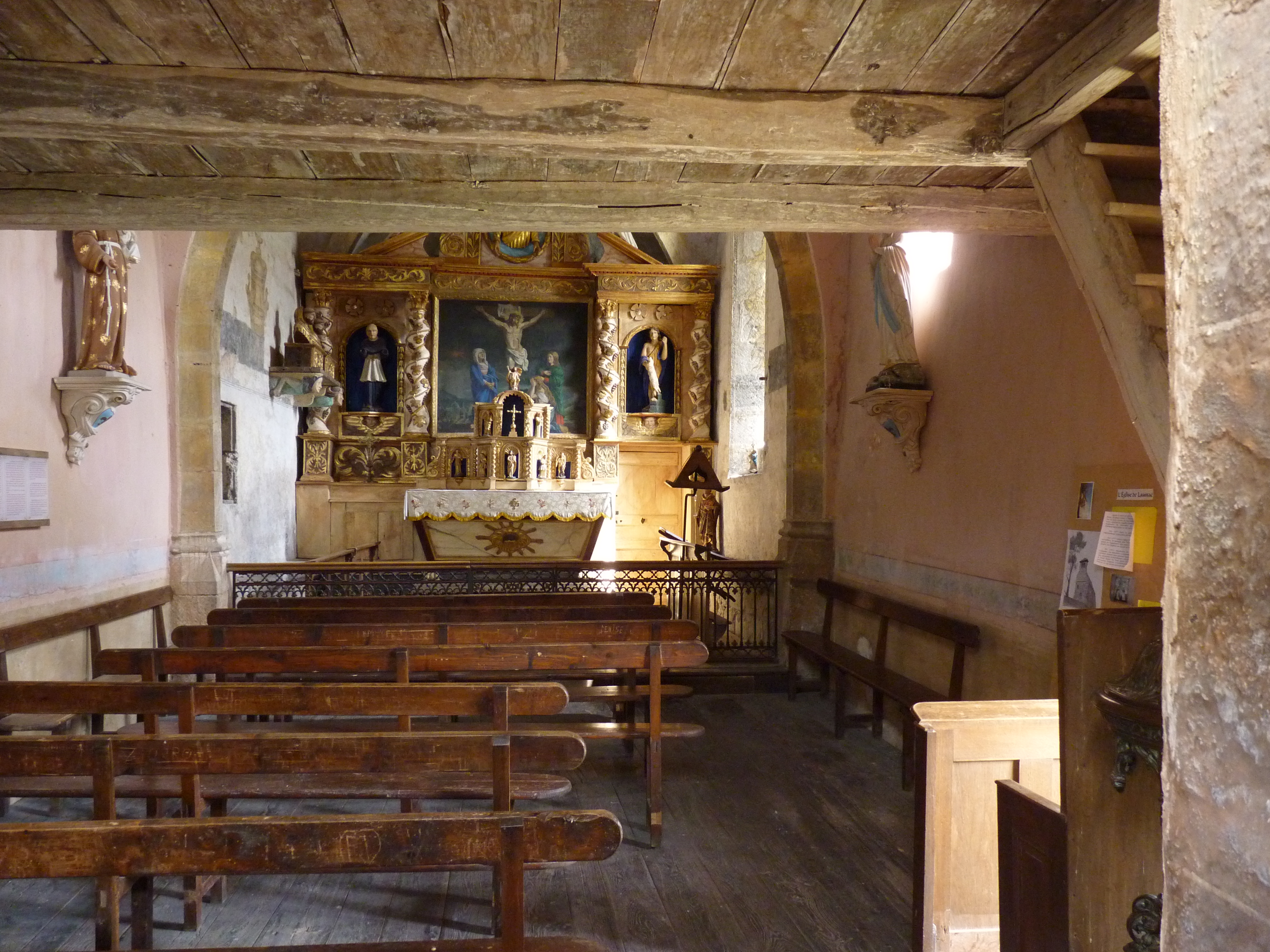
Intérieur de la chapelle

## Localisation
La chapelle est située dans le village de Laussac, sur la commune de Thérondels, dans le département français de l'Aveyron, près du lac du barrage de Sarrans.

## Historique
Elle a été construite au XIe siècle.
L'édifice est inscrit au titre des monuments historiques en 1974.